# 達奚寔
達奚寔（513年—561年），字什伏代，河南洛陽人，南北朝北魏、西魏、北周將領。
達奚寔的高祖父是北魏征西將軍、山陽公達奚涼州；父親武衛將軍達奚顯相。達奚寔年少就修身有成，懂得辦事，由給事中起家，加冠軍將軍。魏孝武帝初年，他獲授都督鎮守弘農；不久就跟隨西遷長安，封爵臨汾縣伯，食邑六百戶。之後他遷任大行臺郎中鎮手潼關。潼關失守，達奚寔就與大都督陽山武在潼關力戰，令東魏士兵很害怕他。西魏建立，他隨同宇文泰在生擒竇泰、恢復弘農及沙苑都立下功勞，於是增食邑三百戶，加授車騎將軍、左光祿大夫。大統十三年（544年），又授授大行臺郎中、相府掾，轉任從事中郎。達奚寔做事認真，宇文泰格外器重，就遷大都督、持節、通直散騎常侍。魏廢帝二年（553年），除授中外府司馬。
西魏大軍伐蜀，朝廷以達奚寔行南岐州事，兼管軍糧。當時山氐野蠻，不願意供賦役，歷代羈縻都不能制御；他用政策引導，令氐人感到愉悅，都願意賦稅，於是軍糧都充足了。他被徵還朝廷後仍擔任司馬。西魏建六官，拜任蕃部中大夫，加驃騎大將軍、開府儀同三司，進爵平陽縣公。北周武成二年（560年），周明帝授達奚寔御正中大夫，治民部，兼任晉公宇文護的司馬。保定元年（561年），他出任文州刺史，在當地去世，虛歲四十九，贈官文康二州刺史，諡恭，子達奚豐嗣爵。

## 延伸阅读
[在维基数据编辑]
 《周書·卷29》，出自令狐德棻《周書》
 《北史·卷066》，出自李延壽《北史》